# Georges Köhler
Georges Jean Franz Köhler (ur. 17 marca 1946 w Monachium, zm. 1 marca 1995 we Fryburgu Bryzgowijskim) – niemiecki biolog. 

## Życiorys
W 1984 wspólnie z Césarem Milsteinem i Nielsem K. Jerne zdobył Nagrodę Nobla w dziedzinie fizjologii i medycyny za odkrycie mechanizmu powstawania przeciwciał monoklonalnych oraz inne badania układu odpornościowego.
Od 1984 do śmierci był dyrektorem Instytutu Immunologii im. Maxa Plancka we Fryburgu Bryzgowijskim.